# Evangelina Elizondo
Gloria Evangelina Elizondo López-Llera (Città del Messico, 28 aprile 1929 – Città del Messico, 2 ottobre 2017) è stata un'attrice e cantante messicana che ha lavorato durante la cosiddetta età d'oro del cinema messicano. Nel 2014, ha ricevuto il Premio Arlequín per i suoi contributi alla cultura messicana.

## Filmografia parziale

### Televisione (parziale)
- Un amore di nonno (El abuelo y yo) (1992)
- Pasión Morena (2009)